# Top-One – Promo CD (album 2016)
Top-One - Promo CD – album kompilacyjny zespołu Top One wydany w 2016 roku.

## Opis
Album zawiera największe przeboje zespołu Top One w nowych aranżacjach wykonanych w latach 2002–2015.

## Lista utworów
1. "Kochaj mnie" (2015) — 3:36
2. "Dziś uciekam" (2015) — 3:20
3. "Tylko tyle dziś chcę" (2013) — 3:51
4. "Hold Me Tight" (2013) — 4:23
5. "Anioł z Saint Tropez" (2012) — 4:01
6. "Halo to ja" (2011) — 4:08
7. "Puerto Rico" (2014) — 3:42
8. "Wróć Yesterday" (2014) — 4:16
9. "Fred Kruger" (2014) — 3:51
10. "Wejdziemy na Top" (2011) — 3:39
11. "Lśnienie gwiazd" (2002) — 3:53
12. "Biały miś" (2014) — 4:31
13. "Granica" (2013) — 4:04
14. "Taka mała" (2014) — 3:43
15. "Bliska moim myślom" (2011) — 3:55
16. "Santa Maria" (2011) — 3:38
17. "Miła moja" (2011) — 3:47